# ジム・ケルトナー
ジム・ケルトナー（Jim Keltner、1942年4月27日 - ）はアメリカ合衆国、オクラホマ州出身のドラマー。セッション・ミュージシャン。

## 略歴
ドラマーとしてのキャリアは、1965年にゲイリー・ルイス&ザ・プレイボーイズの'She's Just My Style'のレコーディングで始まった。作者の一人は同郷のレオン・ラッセルで、同曲はビルボード・シングルチャート3位を記録した。
著名なアーティストのレコーディングに数多く参加しており、ジョン・レノン、ジョージ・ハリスン、リンゴ・スターらビートルズのメンバーやローリング・ストーンズのメンバーとのセッションが知られている。
共演した主なアーティストには、エリック・クラプトン、ボブ・ディラン、ライ・クーダー、ニール・ヤング、エルヴィス・コステロ、ジェリー・ガルシアがいる。

## 主な参加作品
- バングラデシュ・コンサート（1971年）
- 30〜トリビュート・コンサート（1993年）